# Alexander Végh
Alexander Végh (24. května 1970 Dunajská Streda – 13. ledna 2011 Bratislava) byl slovenský fotbalista, obránce.

## Fotbalová kariéra
Odchovanec Slovanu Bratislava, za A-tým však neodehrál ani zápas. Hrál za DAC Dunajská Streda, Spartak Trnava, FC Rimavská Sobota, Bohemians Praha a Artmedii Petržalka. Kariéru končil v nižších soutěžích v Německu a Rakousku. V československé a slovenské lize nastoupil ve 115 utkáních. V evropských pohárech nastoupil v 1 utkání.

## Ligová bilance
| Ročník                                   | Zápasy | Góly | Klub                |
| ---------------------------------------- | ------ | ---- | ------------------- |
| 1. československá fotbalová liga 1988/89 | 1      | 0    | DAC Dunajská Streda |
| 1. československá fotbalová liga 1989/90 | 1      | 0    | DAC Dunajská Streda |
| 1. československá fotbalová liga 1992/93 | 7      | 0    | DAC Dunajská Streda |
| 1. česká fotbalová liga 1996/97          | 6      | 0    | Bohemians Praha     |
| CELKEM 1. liga                           | 15     | 0    |                     |